# Centrale nucléaire d'Ukraine du Sud
La centrale nucléaire d'Ukraine du Sud (en ukrainien : Півде́нно-Украї́нська Атомна електростанція, Pivdenno-Oukraïnska Atomna Elektrostantsiia) - aussi dénommée centrale nucléaire de Konstantinovka ou Pivdennooukraïnsk - est une centrale nucléaire ukrainienne située à Youjnooukraïnsk, dans l'oblast de Mykolaïv, à environ 350 kilomètres au sud  de la capitale Kyïv. La centrale nucléaire d'Ukraine du Sud est située sur le cours inférieur du Boug méridional. 
La centrale d'Ukraine du Sud alimente un réseau électrique très dégradé de 750 kV relié à la Roumanie et la Bulgarie.
Elle compte trois réacteurs d'une puissance brute de 1 000 MW chacun, ce qui en fait la seconde centrale nucléaire la plus puissante de l'Ukraine. Son chantier a été lancé en avril 1976. Le premier réacteur a été connecté au réseau électrique le 31 décembre 1982, les réacteurs deux et trois en 1985 et 1989. Tous les générateurs ont été construits par Elektrosila.

## Liste des réacteurs
La Centrale nucléaire d'Ukraine du Sud comprend quatre réacteurs du type VVER, cependant la construction d'un quatrième réacteur a été annulée en 1989 :
| Nom du réacteur  | Modèle        | Puissance brute(MW) | Puissance nette(MW) | Début de construction | Raccordement au réseau       | Mise en service commerciale  |
| ---------------- | ------------- | ------------------- | ------------------- | --------------------- | ---------------------------- | ---------------------------- |
| Ukraine du sud-1 | VVER-1000/302 | 1000                | 950                 | 01.08.1976            | 31.12.1982                   | 02.12.1983                   |
| Ukraine du sud-2 | VVER-1000/338 | 1000                | 950                 | 01.07.1981            | 06.01.1985                   | 06.04.1985                   |
| Ukraine du sud-3 | VVER-1000/320 | 1000                | 950                 | 01.11.1984            | 20.09.1989                   | 29.12.1989                   |
| Ukraine du sud-4 | VVER-1000/320 | 1000                | 950                 | 01.01.1987            | Construction annulée en 1989 | Construction annulée en 1989 |

### Approvisionnement en combustible nucléaire
De 1997 à 2010, l'entreprise russe TVEL était le principal fournisseur de combustible pour les centrales nucléaires en Ukraine, avec qui Energoatom a signé un contrat pour la fourniture de combustible nucléaire pour les réacteurs VVER ukrainiens.
Dans le cadre d'une initiative américano-ukrainienne visant à réduire la dépendance de l'Ukraine vis-à-vis de la Russie pour le combustible, liée au démantèlement de son arsenal d'armes nucléaires, Energoatom a utilisé le cœur du réacteur de l'unité 3 de la centrale nucléaire d'Ukraine du Sud pour tester le combustible nucléaire mêlé à des assemblages russes produit par l'entreprise américaine Westinghouse Electric Company à Västerås en Suède. En août 2005 sont chargés les six premiers assemblages combustibles expérimentaux produits par Westinghouse ainsi que du combustible russe pour une période d'exploitation pilote. Les essais pilotes ont été « jugés infructueux, Energoatom affirmant que des défauts de fabrication dans le combustible ont entraîné une longue panne imprévue dans deux des unités, tandis que Westinghouse a déclaré que des erreurs avaient été commises lors du chargement du carburant ». Néanmoins, en 2008, Energoatom a signé un contrat d'approvisionnement en combustible avec Westinghouse pour fournir 630 assemblages de combustible nucléaire à ses trois réacteurs à partir de 2011. Westinghouse a expédié un lot de rechargement de 42 assemblages combustibles pour les trois tranches mi-2009 pour une durée de trois ans d'exploitation commerciale.
En juin 2010, Energoatom a signé un contrat de fourniture de combustible à long terme avec TVEL pour son parc de réacteurs nucléaires. Auparavant, Rosatom avait offert une remise substantielle à l'Ukraine si elle signait avec TVEL pour 20 ans.
Lors d'essais d'utilisation du combustible fabriqué par Westinghouse en 2012, le combustible s'est déformé et a causé de graves dommages au réacteur.
Le 11 avril 2014, après l'annexion de la Crimée par la Russie, le contrat de carburant avec Westinghouse a été prolongé jusqu'en 2020. Le carburant est alors fabriqué à l'usine d'assemblage du combustible nucléaire de Västerås. 
Actuellement (2022), le combustible nucléaire qui alimente la centrale d'Ukraine du Sud est constitué d'assemblages fabriqués en Suède par la société américaine Westinghouse à partir de l'uranium enrichi en France à l'usine Georges-Besse II d'Orano.

## Incidents
En 1991, la centrale enregistre le plus grand nombre d'arrêts inopinés de réacteurs nucléaires en Ukraine.
En septembre 1992, une erreur de manutention conduit à un défaut de ventilation de vapeur, incident classé au niveau 2 de l'échelle INES.
En avril 1994 est découvert un défaut dans le système de sécurité des générateurs de vapeurs pendant un contrôle de routine, incident de niveau 2.
En décembre 1995, de l'eau radioactive fuit d'un tuyau sur le sol de la centrale et contamine une surface de 30 mètres carrés, la fuite est découverte un mois plus tard.
Le 17 avril 2012, l'un des réacteurs a été arrêté après une panne électrique affectant son transformateur. « La dégradation du transformateur principal du réacteur no 2 a entraîné la rupture d'une ligne à haute tension, ce qui a provoqué l'enclenchement du système d'arrêt d'urgence du réacteur », a expliqué le ministère des Situations d'urgence dans un communiqué.
Le 21 aout 2019, des employés de la centrale nucléaire qui l'ont connectée à internet pour miner de la cryptomonnaie se sont fait arrêter par les services secrets.
Le 19 septembre 2022, l'Ukraine accuse la Russie d'avoir procédé à un bombardement sur la centrale au cours de l'invasion de l'Ukraine.

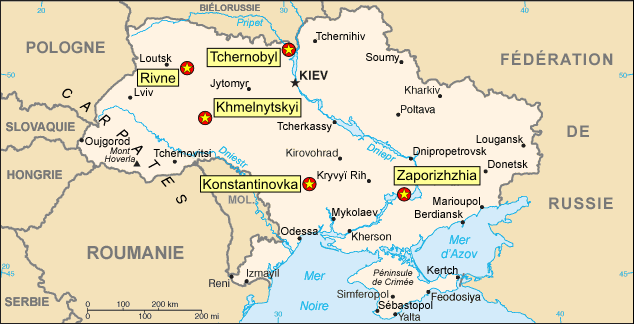
Carte des centrales nucléaires en Ukraine